# Усинск
Усинск (рус. Усинск) град је у Русији у Комији, лоциран 757 km (470 mi) источно од главног града Сиктивкара и 100 km (62 mi) северно од града Печора, на северној обали реке Уса, 30 km (19 mi) пре ушћа реке Печора. Становништво: 40,827 (2010), 45,358 (2002), 47,219 (1989).

## Историја
Усинск је основан 1966. године као насеље на ново откривеним насељима нафте на северу Републике Коми. Градски статус му је додељен 1984. године.

## Економија
Град је центар за производњу нафте и гаса у Републици Коми. Три четвртине уља произведене у републици долазе из поља на територији око Усинска. Године 1980. град је повезан са железницом Печора помоћу 108 km (67 mi) дугог колосека.

## Становништво
| 1970. | 1979.  | 1989.  | 2002.  | 2010.  |
| ----- | ------ | ------ | ------ | ------ |
| 700   | 19.513 | 47.219 | 45.358 | 40.827 |